# كيوكو كويزومي
كيوكو كويزومي (باليابانية: 小泉今日子؛ بالكانا: こいずみ きょうこ) هي مغنية وممثلة يابانية، ولدت في 4 فبراير 1966 في أتسوغي في اليابان.

## أعمال

### أفلام
- الحديقة المعلقة (2005)
- طوكيو سوناتا (2008)
- قبل أن نختفي (2017)

## وصلات خارجية
- الموقع الرسمي
- كيوكو كويزومي على موقع IMDb (الإنجليزية)
- كيوكو كويزومي على موقع ميوزك برينز (الإنجليزية)
- كيوكو كويزومي على موقع أول موفي (الإنجليزية)
- كيوكو كويزومي على موقع أول ميوزيك (الإنجليزية)
- كيوكو كويزومي على موقع ديسكوغز (الإنجليزية)
- كيوكو كويزومي على موقع قاعدة بيانات الفيلم (الإنجليزية)
- كيوكو كويزومي على موقع ANN person (الإنجليزية)